# Leichtathletik-Länderkampf der Männer 1973 BR Deutschland – USA / BR Deutschland – Schweiz
| 14./15. Leichtathletik-Länderkampf mit bundesdeutscher Beteiligung 1973   | 14./15. Leichtathletik-Länderkampf mit bundesdeutscher Beteiligung 1973 |
| ------------------------------------------------------------------------- | ----------------------------------------------------------------------- |
|                                                                           |                                                                         |
| Ländervergleich der Männer: BR Deutschland – USA BR Deutschland – Schweiz |                                                                         |
| Austragungsort                                                            | München                                                                 |
| Wettbewerbe                                                               | FRG – USA: 21 FRG – SUI: 20                                             |
| Datum                                                                     | 11/12. Juli                                                             |
| 1. USA 2. FRG                                                             | 122 Punkte 101 Punkte                                                   |
| 1. FRG 2. SUI                                                             | 275 Punkte 133 Punkte                                                   |
| Chronik                                                                   |                                                                         |
| ← SWE-FRG Geher (M)                                                       | FRG-USA/FRG-SUI (F) →                                                   |

Der vierzehnte und gleichzeitig fünfzehnte Vergleich des Länderkampfjahres 1973 war eine gemeinsame Veranstaltung mit getrennten Länderkampfwertungen, in der die bundesdeutschen Männer gegen zwei verschiedene Gegner antraten. Die Wettkämpfe wurden am 11./12. Juli in der bayerischen Landeshauptstadt München ausgetragen. Einer der beiden Kontrahenten in den Vergleichen vierzehn und fünfzehn war – zum achten Mal – die USA, die als stärkste Leichtathletiknation der Welt zu diesem Aufeinandertreffen kam. Alle bisherigen Vergleiche hatten die US-Amerikaner für sich entschieden. Das zweite Gegnerteam kam aus der Schweiz. Ohne Zählung der Geher-, Straßenlauf- und Zehnkampf-Begegnungen sowie Vergleichen mit mehr als zwei beteiligten Ländern war dies der dreißigste Wettkampf in einem Zweiländerkampf mit den Schweizern. In fast all diesen traditionellen Treffen der beiden Nationen hatte Deutschland gesiegt, nur 1955 hatte die Schweiz vorne gelegen, als die Bundesrepublik gleichzeitig noch zwei weitere Vergleiche mit den Niederlanden und mit Dänemark durchgeführt und damit drei verschiedene Teams zu stellen hatte. Auch die Frauen führten gemeinsam mit den Männern in getrennter Wertung einen Wettkampf mit den US-Amerikanerinnen und Schweizerinnen durch.

## Wettbewerbe und Modus
Auf dem Programm standen die bei Länderkämpfen üblichen zwanzig Disziplinen. Darüber hinaus wurde gegen die USA zusätzlich noch das 10.000-Meter-Bahngehen ausgetragen. Aus dem olympischen Wettbewerbskatalog fehlten nur der Marathonlauf, die beiden Disziplinen im Straßengehen und der Zehnkampf. Am Start waren im Vergleich gegen die USA wie gewohnt zwei Vertreter je Land und Wettbewerb, die nach dem Standardsystem gewertet wurden. In der Begegnung mit der Schweiz starteten je drei Teilnehmer pro Disziplin und Land. Deshalb war je Wettbewerb ein Deutscher nur hierfür nominiert und wurde nicht gegen die USA gewertet. Diese Aktiven sind nachfolgend mit * gekennzeichnet. In den Einzeldisziplinen erhielt der Sieger sieben Punkte, der Zweite fünf, der Dritte vier, der Vierte drei Punkte usw. In den Staffeln kam die Standardwertung mit fünf zu zwei Punkten zur Anwendung.

## Ergebnis
Im Vergleich gegen die USA erwiesen sich die US-Vertreter außer in den Bereichen Wurf/Stoß und Bahngehen wie immer überlegen. Sie gewannen sieben Läufe, davon vier mit Doppelerfolgen. Demgegenüber standen hier drei bundesdeutsche Siege bei einem Doppelerfolg. Beide Staffeln gingen an die USA. Das Bahngehen verbuchten die bundesdeutschen Athleten mit einem Doppelerfolg für sich. Von den Sprüngen entschied die USA drei für sich, davon zwei mit Doppelerfolgen. Die Bundesrepublik lag hier nur im Weitsprung vorn. Von den Wurf- und Stoßdisziplinen verbuchte jedes Team je zwei Wettbewerbe für sich, die Bundesrepublik beide mit Doppelerfolgen, die USA mit einem Doppelerfolg. Damit mussten die bundesdeutschen Leichtathleten mit 101 zu 122 Punkten gegen die US-Amerikaner eine weitere Niederlage hinnehmen. Es war die fünfte und letzte in dieser Saison.
Den Wettkampf gegen die Schweiz gestalteten die bundesdeutschen Sportler hoch dominant, Insgesamt kamen die Schweizer Teilnehmer hier mit den Rennen über 10.000 Meter, 400 Meter Hürden sowie dem Dreisprung zu lediglich drei Einzelerfolgen. Durch die Platzierungen hinter dem Sieger gewann die Bundesrepublik allerdings die Wertungen in zwei dieser drei Disziplinen. So gab es einen weiteren Länderkampfsieg für die Bundesrepublik Deutschland im Duell mit der Schweiz, der mit 275 zu 133 Punkten genauso deutlich ausfiel wie im letzten Aufeinandertreffen im Vorjahr.

## Rekorde
Bei dieser Veranstaltung wurden zwei neue Rekorde aufgestellt.
- Weltrekord (WR): Hochsprung – 2,30 m Dwight Stones (USA)[1]
- Deutscher Rekord (DR): 5000-Meter-Lauf – 13:20,6 min Harald Norpoth (BR Deutschland)[2]

## Legende
Kurze Übersicht zur Bedeutung der Symbolik – so üblicherweise auch in sonstigen Veröffentlichungen verwendet:
| *   | bundesdeutscher Athlet, der nur für den Wettkampf gegen die Schweiz gewertet wurde |
| DNF | nicht im Ziel (did not finish)                                                     |
| WR  | Weltrekord                                                                         |
| DR  | Deutscher Rekord                                                                   |

## Einzelresultate

### 100 m
| Platz | Athlet             | Land | Zeit (s) | Länderkampfwertung | Länderkampfwertung |
| ----- | ------------------ | ---- | -------- | ------------------ | ------------------ |
| 1     | Steve Williams     | USA  | 10,32    | 1. USA 2. FRG      | 08 P 03 P          |
| 2     | Herbert Washington | USA  | 10,48    | 1. USA 2. FRG      | 08 P 03 P          |
| 3     | Klaus Ehl          | FRG  | 10,57    | 1. USA 2. FRG      | 08 P 03 P          |
| 4     | Hartmut Strempel   | FRG  | 10,65    | 1. USA 2. FRG      | 08 P 03 P          |
| 5     | Ulrich Haupt*      | FRG  | 10,74    | 1. FRG 2. SUI      | 16 P 06 P          |
| 6     | Franco Fähndrich   | SUI  | 10,76    | 1. FRG 2. SUI      | 16 P 06 P          |
| 7     | Peter Muster       | SUI  | 10,78    | 1. FRG 2. SUI      | 16 P 06 P          |
| 8     | Marcel Kempf       | SUI  | 10,95    | 1. FRG 2. SUI      | 16 P 06 P          |

Datum: 11. Juli

### 200 m
| Platz | Athlet                 | Land | Zeit (s) | Länderkampfwertung | Länderkampfwertung |
| ----- | ---------------------- | ---- | -------- | ------------------ | ------------------ |
| 1     | Mark Lutz              | USA  | 20,70    | 1. USA 2. FRG      | 06 P 05 P          |
| 2     | Franz-Peter Hofmeister | FRG  | 20,94    | 1. USA 2. FRG      | 06 P 05 P          |
| 3     | Manfred Ommer*         | FRG  | 20,99    | 1. USA 2. FRG      | 06 P 05 P          |
| 4     | Karl Honz              | FRG  | 21,05    | 1. USA 2. FRG      | 06 P 05 P          |
| 5     | Marshall Dill          | USA  | 21,27    | 1. FRG 2. SUI      | 16 P 06 P          |
| 6     | Peter Muster           | SUI  | 21,28    | 1. FRG 2. SUI      | 16 P 06 P          |
| 7     | Franco Fähndrich       | SUI  | 21,50    | 1. FRG 2. SUI      | 16 P 06 P          |
| 8     | Reto Diezi             | SUI  | 21,56    | 1. FRG 2. SUI      | 16 P 06 P          |

Datum: 12. Juli

### 400 m
| Platz | Athlet                 | Land | Zeit (s) | Länderkampfwertung | Länderkampfwertung |
| ----- | ---------------------- | ---- | -------- | ------------------ | ------------------ |
| 1     | Karl Honz              | FRG  | 45,17    | 1. FRG 2. USA      | 08 P 03 P          |
| 2     | Horst-Rüdiger Schlöske | FRG  | 45,55    | 1. FRG 2. USA      | 08 P 03 P          |
| 3     | Maurice Peoples        | USA  | 45,57    | 1. FRG 2. USA      | 08 P 03 P          |
| 4     | Benny Brown            | USA  | 45,93    | 1. FRG 2. USA      | 08 P 03 P          |
| 5     | Falko Geiger*          | FRG  | 47,24    | 1. FRG 2. SUI      | 16 P 06 P          |
| 6     | Andreas Rothenbühler   | SUI  | 47,38    | 1. FRG 2. SUI      | 16 P 06 P          |
| 7     | Gerold Curti           | SUI  | 47,98    | 1. FRG 2. SUI      | 16 P 06 P          |
| 8     | Heini Vogler           | SUI  | 48,42    | 1. FRG 2. SUI      | 16 P 06 P          |

Datum: 11. Juli

### 800 m
| Platz | Athlet             | Land | Zeit (min) | Länderkampfwertung | Länderkampfwertung |
| ----- | ------------------ | ---- | ---------- | ------------------ | ------------------ |
| 1     | Dave Wottle        | USA  | 1:46,6     | 1. USA 2. FRG      | 06 P 05 P          |
| 2     | Franz-Josef Kemper | FRG  | 1:46,8     | 1. USA 2. FRG      | 06 P 05 P          |
| 3     | Reiner Burmester*  | FRG  | 1:47,1     | 1. USA 2. FRG      | 06 P 05 P          |
| 4     | Josef Schmid       | FRG  | 1:47,8     | 1. USA 2. FRG      | 06 P 05 P          |
| 5     | Skip Kent          | USA  | 1:48,1     | 1. FRG 2. SUI      | 16 P 06 P          |
| 6     | Rolf Gysin         | SUI  | 1:49,2     | 1. FRG 2. SUI      | 16 P 06 P          |
| 7     | Beat Schneider     | SUI  | 1:50,0     | 1. FRG 2. SUI      | 16 P 06 P          |
| 8     | Jacky Delapierre   | SUI  | 1:52,0     | 1. FRG 2. SUI      | 16 P 06 P          |

Datum: 12. Juli

### 1500 m
| Platz | Athlet                | Land | Zeit (min) | Länderkampfwertung | Länderkampfwertung |
| ----- | --------------------- | ---- | ---------- | ------------------ | ------------------ |
| 1     | Leonard Hilton        | USA  | 3:37,7     | 1. USA 2. FRG      | 06 P 05 P          |
| 2     | Paul-Heinz Wellmann   | FRG  | 3:38,1     | 1. USA 2. FRG      | 06 P 05 P          |
| 3     | Thomas Wessinghage    | FRG  | 3:39,5     | 1. USA 2. FRG      | 06 P 05 P          |
| 4     | Charles-Frank La Benz | USA  | 3:39,8     | 1. USA 2. FRG      | 06 P 05 P          |
| 5     | Jürgen Roters*        | FRG  | 3:40,1     | 1. FRG 2. SUI      | 16 P 06 P          |
| 6     | Werner Meier          | SUI  | 3:42,7     | 1. FRG 2. SUI      | 16 P 06 P          |
| 7     | Fritz Rüegsegger      | SUI  | 3:43,4     | 1. FRG 2. SUI      | 16 P 06 P          |
| 8     | Max Grütter           | SUI  | 3:59,6     | 1. FRG 2. SUI      | 16 P 06 P          |

Datum: 11. Juli

### 5000 m
| Platz | Athlet             | Land | Zeit (min) | Länderkampfwertung | Länderkampfwertung |
| ----- | ------------------ | ---- | ---------- | ------------------ | ------------------ |
| 1     | Harald Norpoth     | FRG  | 13:20,6 DR | 1. FRG 2. USA      | 06 P 05 P          |
| 2     | Steve Prefontaine  | USA  | 13:23,8000 | 1. FRG 2. USA      | 06 P 05 P          |
| 3     | Dick Buerkle       | USA  | 13:32.8000 | 1. FRG 2. USA      | 06 P 05 P          |
| 4     | Wolfgang Riesinger | FRG  | 13:52,8000 | 1. FRG 2. USA      | 06 P 05 P          |
| 5     | Detlef Uhlemann*   | FRG  | 13:54,6000 | 1. FRG 2. SUI      | 16 P 06 P          |
| 6     | Kurt Hurst         | SUI  | 14:16.0000 | 1. FRG 2. SUI      | 16 P 06 P          |
| 7     | Hans Lang          | SUI  | 14:18,4000 | 1. FRG 2. SUI      | 16 P 06 P          |
| 8     | Walter Fähndrich   | SUI  | 14:37,4000 | 1. FRG 2. SUI      | 16 P 06 P          |

Datum: 12. Juli

### 10.000 m
| Platz | Athlet           | Land | Zeit (min) | Länderkampfwertung | Länderkampfwertung |
| ----- | ---------------- | ---- | ---------- | ------------------ | ------------------ |
| 1     | Ted Castaneda    | USA  | 28:30,6    | 1. USA 2. FRG      | 08 P 03 P          |
| 2     | Jeff Galloway    | USA  | 28:31,8    | 1. USA 2. FRG      | 08 P 03 P          |
| 3     | Albrecht Moser   | SUI  | 28:55.0    | 1. USA 2. FRG      | 08 P 03 P          |
| 4     | Willi Jungbluth* | FRG  | 29:05,4    | 1. USA 2. FRG      | 08 P 03 P          |
| 5     | Gerd Frähmcke    | FRG  | 29:09,2    | 1. FRG 2. SUI      | 12 P 10 P          |
| 6     | Paul Angenvoorth | FRG  | 29:44,0    | 1. FRG 2. SUI      | 12 P 10 P          |
| 7     | Josef Fähndrich  | SUI  | 30:37,8    | 1. FRG 2. SUI      | 12 P 10 P          |
| 8     | Max Walti        | SUI  | 30:54,6    | 1. FRG 2. SUI      | 12 P 10 P          |

Datum: 11. Juli

### 110 m Hürden
| Platz | Athlet                 | Land | Zeit (s) | Länderkampfwertung | Länderkampfwertung |
| ----- | ---------------------- | ---- | -------- | ------------------ | ------------------ |
| 1     | Charles Foster         | USA  | 13,67    | 1. USA 2. FRG      | 08 P 03 P          |
| 2     | Tommie White           | USA  | 13,68    | 1. USA 2. FRG      | 08 P 03 P          |
| 3     | Günther Nickel         | FRG  | 14,14    | 1. USA 2. FRG      | 08 P 03 P          |
| 4     | Eckart Berkes          | FRG  | 14,22    | 1. USA 2. FRG      | 08 P 03 P          |
| 5     | Beat Pfister           | SUI  | 14,32    | 1. FRG 2. SUI      | 15 P 07 P          |
| 6     | Kurt Aubele*           | FRG  | 14,53    | 1. FRG 2. SUI      | 15 P 07 P          |
| 7     | Fiorenzo Marchesi      | SUI  | 14,91    | 1. FRG 2. SUI      | 15 P 07 P          |
| 8     | Hansjürg Riemensberger | SUI  | 15,15    | 1. FRG 2. SUI      | 15 P 07 P          |

|}
Datum: 12. Juli

### 400 m Hürden
| Platz | Athlet           | Land | Zeit (s) | Länderkampfwertung | Länderkampfwertung |
| ----- | ---------------- | ---- | -------- | ------------------ | ------------------ |
| 1     | Jim Bolding      | USA  | 49,31    | 1. USA 2. FRG      | 08 P 03 P          |
| 2     | Robert Casselman | USA  | 49,77    | 1. USA 2. FRG      | 08 P 03 P          |
| 3     | Heinz Hofer      | SUI  | 50,47    | 1. USA 2. FRG      | 08 P 03 P          |
| 4     | François Aumas   | SUI  | 50,69    | 1. USA 2. FRG      | 08 P 03 P          |
| 5     | Georg Nückles*   | FRG  | 50,75    | 1. SUI 2. FRG      | 13 P 09 P          |
| 6     | Werner Reibert   | FRG  | 50.84    | 1. SUI 2. FRG      | 13 P 09 P          |
| 7     | Rolf Ziegler     | FRG  | 50.84    | 1. SUI 2. FRG      | 13 P 09 P          |
| 8     | Hansjörg Wirz    | SUI  | 51,64    | 1. SUI 2. FRG      | 13 P 09 P          |

Datum: 11. Juli

### 3000 m Hindernis
| Platz | Athlet         | Land | Zeit (min) | Länderkampfwertung | Länderkampfwertung |
| ----- | -------------- | ---- | ---------- | ------------------ | ------------------ |
| 1     | Willi Maier    | FRG  | 8:26,0     | 1. FRG 2. USA      | 07 P 04 P          |
| 2     | Barry Brown    | USA  | 8:27,6     | 1. FRG 2. USA      | 07 P 04 P          |
| 3     | Willi Wagner   | FRG  | 8:32,6     | 1. FRG 2. USA      | 07 P 04 P          |
| 4     | Michael Karst* | FRG  | 8:33,8     | 1. FRG 2. USA      | 07 P 04 P          |
| 5     | Nick Minnig    | SUI  | 8:39,4     | 1. FRG 2. SUI      | 16 P 06 P          |
| 6     | Douglas Brown  | USA  | 8:43,4     | 1. FRG 2. SUI      | 16 P 06 P          |
| 7     | Georg Kaiser   | SUI  | 8:51,0     | 1. FRG 2. SUI      | 16 P 06 P          |
| 8     | Ruedi Parpan   | SUI  | 9:23,0     | 1. FRG 2. SUI      | 16 P 06 P          |

Datum: 12. Juli

### 4 × 100 m Staffel
| Platz | Besetzung      | Land                                                        | Zeit (s) | Länderkampfwertung | Länderkampfwertung |
| ----- | -------------- | ----------------------------------------------------------- | -------- | ------------------ | ------------------ |
| 1     | USA            | Herbert Washington Steve Williams Marshall Dill Ed Hammonds | 38,91    | 1. USA 2. FRG      | 5 P 2 P            |
| 2     | BR Deutschland | Ulrich Haupt Klaus Ehl Manfred Ommer Hartmut Strempel       | 39,35    | 1. FRG 2. SUI      | 5 P 0 P            |
| 3     | Schweiz        | Marcel Kempf Reto Diezi Peter Muster Franco Fähndrich       |          | 1. FRG 2. SUI      | 5 P 0 P            |

Datum: 11. Juli

### 4 × 400 m Staffel
| Platz | Besetzung      | Land                                                               | Zeit (min) | Länderkampfwertung | Länderkampfwertung |
| ----- | -------------- | ------------------------------------------------------------------ | ---------- | ------------------ | ------------------ |
| 1     | USA            | James Redd Benny Brown Maxie Parks Maurice Peoples                 | 3:02,8     | 1. USA 2. FRG      | 5 P 2 P            |
| 2     | BR Deutschland | Bernd Herrmann Hermann Köhler Georg Nückles Horst-Rüdiger Schlöske | 3:06,6     | 1. FRG 2. SUI      | 5 P 2 P            |
| 3     | Schweiz        | Gerold Curti François Aumas Heini Vogler Andreas Rothenbühler      | 3:12,1     | 1. FRG 2. SUI      | 5 P 2 P            |

Datum: 12. Juli

### 10.000 m Bahngehen
| Platz | Athlet           | Land | Zeit (min) | Länderkampfwertung                                                   | Länderkampfwertung                                                   |
| ----- | ---------------- | ---- | ---------- | -------------------------------------------------------------------- | -------------------------------------------------------------------- |
| 1     | Bernd Kannenberg | FRG  | 43:48,4    | 1. FRG 2. USA                                                        | 8 P 03 P                                                             |
| 2     | Gerhard Weidner  | FRG  | 44:13,2    | 1. FRG 2. USA                                                        | 8 P 03 P                                                             |
| 3     | Jerry Brown      | USA  | 44:56,0    | für den Vergleich BR Deutschland gegen die Schweiz nicht ausgetragen | für den Vergleich BR Deutschland gegen die Schweiz nicht ausgetragen |
| 4     | Bill Ranney      | USA  | 45:46,0    | für den Vergleich BR Deutschland gegen die Schweiz nicht ausgetragen | für den Vergleich BR Deutschland gegen die Schweiz nicht ausgetragen |

Datum: 12. Juli

### Hochsprung
| Platz | Athlet             | Land | Zeit (m) | Länderkampfwertung | Länderkampfwertung |
| ----- | ------------------ | ---- | -------- | ------------------ | ------------------ |
| 1     | Dwight Stones      | USA  | 2,30 WR  | 1. USA 2. FRG      | 08 P 03 P          |
| 2     | Tom Woods          | USA  | 2,15000  | 1. USA 2. FRG      | 08 P 03 P          |
| 3     | Lothar Doster      | FRG  | 2,12000  | 1. USA 2. FRG      | 08 P 03 P          |
| 4     | Walter Boller      | FRG  | 2,12000  | 1. USA 2. FRG      | 08 P 03 P          |
| 5     | Martin Kemmer*     | FRG  | 2,09000  | 1. FRG 2. SUI      | 16 P 06 P          |
| 6     | Beat Tenger        | SUI  | 2,06000  | 1. FRG 2. SUI      | 16 P 06 P          |
| 7     | Hanspeter Habegger | SUI  | 2,03000  | 1. FRG 2. SUI      | 16 P 06 P          |
| 8     | Urs Bretscher      | SUI  | 2,00000  | 1. FRG 2. SUI      | 16 P 06 P          |

Datum: 11. Juli

### Stabhochsprung
| Platz | Athlet              | Land | Zeit (m) | Länderkampfwertung | Länderkampfwertung |
| ----- | ------------------- | ---- | -------- | ------------------ | ------------------ |
| 1     | Mike Cotton         | USA  | 5,20     | 1. USA 2. FRG      | 06 P 05 P          |
| 2     | Reinhard Kuretzky   | FRG  | 5,20     | 1. USA 2. FRG      | 06 P 05 P          |
| 3     | Hans-Jürgen Ziegler | FRG  | 5,10     | 1. USA 2. FRG      | 06 P 05 P          |
| 4     | Heinz Busche*       | FRG  | 5,10     | 1. USA 2. FRG      | 06 P 05 P          |
| 5     | Victor Dias         | USA  | 5,00     | 1. FRG 2. FRG      | 16 P 06 P          |
| 6     | Peter Wittmer       | SUI  | 4,90     | 1. FRG 2. FRG      | 16 P 06 P          |
| 7     | Peter von Arx       | SUI  | 4,70     | 1. FRG 2. FRG      | 16 P 06 P          |
| 8     | Philipp Andres      | SUI  | 4,50     | 1. FRG 2. FRG      | 16 P 06 P          |

Datum: 12. Juli

### Weitsprung
| Platz | Athlet             | Land | Zeit (m) | Länderkampfwertung | Länderkampfwertung |
| ----- | ------------------ | ---- | -------- | ------------------ | ------------------ |
| 1     | Hans Baumgartner   | FRG  | 8,14     | 1. FRG 2. USA      | 06 P 05 P          |
| 2     | James McAllister   | USA  | 7,87     | 1. FRG 2. USA      | 06 P 05 P          |
| 3     | Albert Lanier      | USA  | 7,81     | 1. FRG 2. USA      | 06 P 05 P          |
| 4     | Rolf Bernhard      | SUI  | 7,81     | 1. FRG 2. USA      | 06 P 05 P          |
| 5     | Josef Schwarz      | FRG  | 7,66     | 1. FRG 2. SUI      | 14 P 08 P          |
| 6     | Andreas Gloerfeld* | FRG  | 7,65     | 1. FRG 2. SUI      | 14 P 08 P          |
| 7     | Michel Marrell     | SUI  | 7,28     | 1. FRG 2. SUI      | 14 P 08 P          |
| 8     | Linus Rebmann      | SUI  | 7,26     | 1. FRG 2. SUI      | 14 P 08 P          |

Datum: 11. Juli

### Dreisprung
| Platz | Athlet         | Land | Zeit (m)                           | Länderkampfwertung | Länderkampfwertung |
| ----- | -------------- | ---- | ---------------------------------- | ------------------ | ------------------ |
| 1     | Milan Tift     | USA  | 16,33                              | 1. USA 2. FRG      | 08 P 03 P          |
| 2     | James Butts    | USA  | 16,23                              | 1. USA 2. FRG      | 08 P 03 P          |
| 3     | Toni Teuber    | SUI  | 15,99                              | 1. USA 2. FRG      | 08 P 03 P          |
| 4     | Ludwig Franz   | FRG  | 15,86                              | 1. USA 2. FRG      | 08 P 03 P          |
| 5     | Richard Kick   | FRG  | 15,86                              | 1. FRG 2. SUI      | 12 P 09 P          |
| 6     | Michael Sauer* | FRG  | 15,51                              | 1. FRG 2. SUI      | 12 P 09 P          |
| 7     | Heinz Born     | SUI  | 14,75                              | 1. FRG 2. SUI      | 12 P 09 P          |
| DNF   | Max Rutz       | SUI  | 1. Versuch ungültig, dann verletzt | 1. FRG 2. SUI      | 12 P 09 P          |

Datum: 12. Juli

### Kugelstoßen
| Platz | Athlet             | Land | Zeit (m) | Länderkampfwertung | Länderkampfwertung |
| ----- | ------------------ | ---- | -------- | ------------------ | ------------------ |
| 1     | Al Feuerbach       | USA  | 21,01    | 1. USA 2. FRG      | 06 P 05 P          |
| 2     | Ralf Reichenbach   | FRG  | 20,01    | 1. USA 2. FRG      | 06 P 05 P          |
| 3     | Gerhard Steines*   | FRG  | 19,88    | 1. USA 2. FRG      | 06 P 05 P          |
| 4     | Ferdinand Schladen | FRG  | 19,36    | 1. USA 2. FRG      | 06 P 05 P          |
| 5     | Ron Semkiw         | USA  | 19,26    | 1. FRG 2. SUI      | 16 P 06 P          |
| 6     | Jean-Pierre Egger  | SUI  | 18,05    | 1. FRG 2. SUI      | 16 P 06 P          |
| 7     | Edy Hubacher       | SUI  | 16,63    | 1. FRG 2. SUI      | 16 P 06 P          |
| 8     | Erich Lüscher      | SUI  | 15,28    | 1. FRG 2. SUI      | 16 P 06 P          |

Datum: 11. Juli

### Diskuswurf
| Platz | Athlet             | Land | Zeit (m) | Länderkampfwertung | Länderkampfwertung |
| ----- | ------------------ | ---- | -------- | ------------------ | ------------------ |
| 1     | John Powell        | USA  | 62,06    | 1. USA 2. FRG      | 08 P 03 P          |
| 2     | Mac Wilkins        | USA  | 60,80    | 1. USA 2. FRG      | 08 P 03 P          |
| 3     | Klaus-Peter Hennig | FRG  | 59,74    | 1. USA 2. FRG      | 08 P 03 P          |
| 4     | Hein-Direck Neu    | FRG  | 57,34    | 1. USA 2. FRG      | 08 P 03 P          |
| 5     | Alwin Wagner*      | FRG  | 55,52    | 1. FRG 2. SUI      | 16 P 06 P          |
| 6     | Paul Frauchinger   | SUI  | 49,32    | 1. FRG 2. SUI      | 16 P 06 P          |
| 7     | Hansruedi Stalder  | SUI  | 48,90    | 1. FRG 2. SUI      | 16 P 06 P          |
| 8     | Alfred Diezi       | SUI  | 47,32    | 1. FRG 2. SUI      | 16 P 06 P          |

Datum: 12. Juli

### Hammerwurf
| Platz | Athlet             | Land | Zeit (m) | Länderkampfwertung | Länderkampfwertung |
| ----- | ------------------ | ---- | -------- | ------------------ | ------------------ |
| 1     | Karl-Hans Riehm    | FRG  | 69,98    | 1. FRG 2. USA      | 08 P 03 P          |
| 2     | Edwin Klein*       | FRG  | 68,30    | 1. FRG 2. USA      | 08 P 03 P          |
| 3     | Uwe Beyer          | FRG  | 68,06    | 1. FRG 2. USA      | 08 P 03 P          |
| 4     | Steve de Autremont | USA  | 63,84    | 1. FRG 2. USA      | 08 P 03 P          |
| 5     | Peter Stiefenhofer | SUI  | 63,50    | 1. FRG 2. SUI      | 16 P 06 P          |
| 6     | Ted Bregar         | USA  | 60,18    | 1. FRG 2. SUI      | 16 P 06 P          |
| 7     | Roger Schneider    | SUI  | 59,52    | 1. FRG 2. SUI      | 16 P 06 P          |
| 8     | Urs Brechbühl      | SUI  | 57,48    | 1. FRG 2. SUI      | 16 P 06 P          |

Datum: 11. Juli

### Speerwurf
| Platz | Athlet           | Land | Zeit (m) | Länderkampfwertung | Länderkampfwertung |
| ----- | ---------------- | ---- | -------- | ------------------ | ------------------ |
| 1     | Klaus Wolfermann | FRG  | 84,36    | 1. FRG 2. USA      | 08 P 03 P          |
| 2     | Horst Timmer     | FRG  | 78,44    | 1. FRG 2. USA      | 08 P 03 P          |
| 3     | Urs von Wartburg | SUI  | 77,64    | 1. FRG 2. USA      | 08 P 03 P          |
| 4     | Karl John*       | FRG  | 76,06    | 1. FRG 2. USA      | 08 P 03 P          |
| 5     | Fred Luke        | USA  | 74,84    | 1. FRG 2. SUI      | 15 P 07 P          |
| 6     | Rolf Ehrbar      | SUI  | 65 08    | 1. FRG 2. SUI      | 15 P 07 P          |
| 7     | Cary Feldmann    | USA  | 64,82    | 1. FRG 2. SUI      | 15 P 07 P          |
| 8     | Rudolf Steiner   | SUI  | 62,72    | 1. FRG 2. SUI      | 15 P 07 P          |

Datum: 12. Juli

## Einzelbelege
1. ↑  "Athletics - Athletics - Progression of world records, 5.000 m - Men", sport-record.de, englisch (PDF; 1603 KB), abgerufen am 22. Januar 2025
2. ↑  "Die Entwicklung der deutschen Leichtathletik-Rekorde (seit 1910)", leichtathletik.de (PDF; 265 KB), abgerufen am 22. Januar 2025